# Phleum himalaicum
Phleum himalaicum är en gräsart som beskrevs av Carl Christian Mez. Phleum himalaicum ingår i släktet timotejer, och familjen gräs. Inga underarter finns listade i Catalogue of Life.